# Oldendorf (Stade)
Pour les articles homonymes, voir Oldendorf.
Oldendorf est une commune allemande de l'arrondissement de Stade, Land de Basse-Saxe.